# The Gorge (album)
The Gorge – album koncertowy zespołu Dave Matthews Band. Materiał na płytę nagrany został podczas 3 koncertów zespołu w The Gorge Amphitheatre odbywających się w dniach 6-8 września 2002 roku. Album The Gorge ukazał się w dwóch wersjach – wersji okrojonej (2CD+DVD), którą można nabyć w sklepach muzycznych oraz w wersji pełnej (6CD + DVD), którą można nabyć poprzez oficjalną stronę internetową zespołu Dave Matthews Band.  Album The Gorge można również nabyć poprzez stronę internetową DMB w formacie mp3.
Wersja 2CD + DVD:
Dysk pierwszy
- "Pantala Naga Pampa" » "Rapunzel"
- "The Song That Jane Likes"
- "Fool to Think"
- "You Never Know"
- "Granny"
- "Gravedigger"
- "Everyday" » #36"
- "Two Step"

Dysk drugi
- "Drive In, Drive Out"
- "The Space Between"
- "Kit Kat Jam"
- "Lie In Our Graves"
- "Proudest Monkey"
- "Warehouse"

Dysk trzeci (DVD)
- "Grey Street"
- "Ants Marching"
- Inside the Gorge (documentary)
- "Pig"
- "Dancing Nancies"
- "What Would You Say"
- "Loving Wings" » "Where Are You Going"
- Inside the Gorge (featuring "Gravedigger")
- "Seek Up"
- "Halloween"
- "Tripping Billies"
- Inside the Gorge (Making the "Grace Is Gone" video)
- "Grace Is Gone" (Music video)

Wersja Special Edition – 6CD + DVD
6 września 2002
Dysk pierwszy
- "Don't Drink the Water"
- "When the World Ends"
- "You Never Know"
- "Grace Is Gone"
- "#41"
- "Satellite"
- "Bartender"
- "So Much to Say"
- "Anyone Seen the Bridge?"
- "Too Much"

Dysk drugi
- "Fool to Think"
- "One Sweet World"
- "Loving Wings"
- "Where Are You Going"
- "Everyday" » "#36"
- "Grey Street"
- "Gravedigger"
- "Ants Marching"

7 września 2002
Dysk trzeci
- "Grace Is Gone"
- "The Stone"
- "Pig"
- "Rhyme and Reason"
- "Captain"
- "I Did It"
- "Dancing Nancies"
- "Warehouse"
- "What Would You Say"
- "Crush"

Dysk czwarty
- "Kit Kat Jam"
- "Jimi Thing"
- "Drive In, Drive Out"
- "Loving Wings"
- "Where Are You Going"
- "Two Step"
- "Cry Freedom"
- "What You Are"

8 września 2002
Dysk piąty
- "Pantala Naga Pampa" » "Rapunzel"
- "Grey Street"
- "Granny"
- "If I Had It All"
- "Crash into Me"
- "The Song That Jane Likes"
- "The Space Between"
- "Seek Up"
- "Proudest Monkey"
- "Too Much"
- "Digging a Ditch"

Dysk szósty
- "Lie in Our Graves"
- "Lover Lay Down"
- "Grace Is Gone"
- "The Dreaming Tree"
- "All Along the Watchtower"
- "Long Black Veil"
- "Halloween"
- "Tripping Billies"

Płyta DVD j.w. w przypadku wersji 2CD + DVD.
Muzycy
- Carter Beauford — perkusja, bębny, chórki
- Stefan Lessard — bas
- Dave Matthews — gitara, śpiew
- LeRoi Moore — saksofony, chórki
- Boyd Tinsley — skrzypce, chórki

Goście:
- Butch Taylor — organy